# Łaciński patriarcha Aleksandrii
Łaciński patriarcha Aleksandrii – tytularny patriarchat ustanowiony w 1215 r. przez papieża Innocentego III. Zniesiony w 1964 r.

## Łacińscy patriarchowie Aleksandrii
- ok. 1219 – Atanazjusz
- Egidio da Ferrara (1311–1323)
- Otto de Sala, O.P. (1323–1325)
- Juan de Aragon (1328–1334)
- Guillaume de Chanac (1342–1348)
- Humbert (1351–1355)
- Arnaud Bernard du Pouget (1361–1368)
- Jean de Cardaillac (1371–1390) (od 1378 obediencja awiniońska)
- Johannes Walteri von Sinten (1393–1397) (obediencja rzymska)
- Jan z Jenštejna (1400) (obediencja rzymska)
- Simon de Cramaud (1391–1409) (obediencja awiniońska)
- Pietro Amelio (1400–1401) (obediencja rzymska)
- Leonardo Delfini (1401–1409?) (obediencja rzymska)
- Pierre Amaury de Lordat (1409–1412) (obediencja pizańska)
- Lancelotus de Navarra (1418–1422)
- Giovanni Contarini (1422–1424)
- Pietro (1424–1428)
- Vitalis de Mauléon (1428–1435)
- Giovanni Vitelleschi (1435–1440)
  - Marco Condulmer, jako komendatariusz (1444–1451)
- Jean d’Harcourt (1451–1452)
- Arnaldo Rogerii de Palas (1453–1461?)
- Pedro de Urrea (1462–1489?)
- Pedro González de Mendoza (1489?–1495)
- Diego Hurtado de Mendoza y Quiñones (1500–1502)
- Bernardino Carafa (1503–1505)
- Cesare Riario (1506–1507? i ponownie 1512?-1540)
- Alonso de Fonseca y Acevedo (1507–1512)
  - Guido Ascanio Sforza, jako administrator (1541)
- Ottaviano Maria Sforza (1541–1550?)
- Giulio Gonzaga (1550)
- Cristoforo Ciocchi del Monte (1550–1551)
- Giacomo Cortesi (1552–1570)
- Alessandro Riario (1570–1585)
- Enrico Caetani (1585)
- Giovanni Battista Albani (1586–1588)
- Camillo Gaetanus (1588–1599)
- Séraphin Olivier-Razali (1602–1604)
- Alexander de Sangro (1604–1633)
- Honoratus Caetani (1633–1647)
- Federico Borromeo (1654–1671)
- Alessandro Crescenzi (1671–1675)
- Aloysius Bevilacqua (1675–1680)
- Pietro Draghi Bartoli (1690–1710)
- Gregorio Giuseppe Gaetani de Aragonia (1695–1710)
- Carlo Ambrogio Mezzabarba (1719–1741)
- Filippo Carlo Spada (1742)
- Girolamo Crispi (1742–1746)
- Giuseppe Antonio Davanzati (1746–1755)
- Lodovico Agnello Anastasi (1755–1758)
- Francisco Mattei (1758–1794)
- Daulus Augustus Foscolo (1847–1860)
- Paolo Angelo Ballerini (1867–1893)
- Domenico Marinangeli (1893–1921)
- Pavel Huyn (1921–1946)
- 1946–1950 – wakat
- Luca Ermenegildo Pasetto (1950–1954)
- 1954–1964 – wakat

Zniesienie patriarchatu w 1964 r.